# Corrent de Bucle
El Corrent de Bucle, un contribuent al Corrent de Florida és un corrent oceànic tebi que flueix cap al nord entre Cuba i la Península de Yucatán, per endinsar-se al Golf de Mèxic, on fa una trajectòria "nord-oest-sud" en forma de bucle, després de la qual surt a través de l'Estret de Florida per posteriorment virar al nord per finalment unir-se amb el Corrent de Golf. El Corrent de Bucle és una extensió del corrent de frontera occidental del Gir de l'Atlàntic Nord subtropical. Servint com a patró de circulació dominant en el Golf de Mèxic Oriental, el Corrent de Bucle transporta entre 23 i 27 sverdrups i assoleix velocitats de flux màxim de 1,5 a 1,8 metres/segon.
Una característica pròpia és una àrea d'aigua tèbia amb un "remolí" que se separa del Corrent de Bucle, a l'atzar cada 3 a 17 mesos. Girant a 1,8 a 2 metres/segon, aquest remolí en conjunt avança a l'oest a velocitats de 2 a 5 km/dia i tenen una vida mitjana de fins a un any abans que xoquen a la costa de Texas o Mèxic. Aquests remolins són composts d'aigua tèbia caribenca i posseeixen propietats físiques que aïllen la massa d'aigua del vòrtex respecte les circumdants aigües comuns del Golf. Els anells poden mesurar 200 a 400 quilòmetres de diàmetre i s'enfonsen avall a una profunditat de 1000 metres.

## Efecte en els ciclons tropicals
Al voltant de 1970, es creia que el Corrent de Bucle exhibia un cicle anual en el qual la característica de Bucle s'estirava més al del nord durant l'estiu. Estudis posteriors durant unes dècades, tanmateix, ha mostrat que l'extensió cap al nord (i el vessant de remolins) no té un cicle anual significatiu, sinó que vacil·la en les direccions sud-nord i oest-est en un ritme inter-anual.
El Corrent de Bucle i els seus remolins poden ser detectats en mesurar el nivell de superfície del mar. El nivell de superfície del mar d'ambdós factors els remolins i el Bucle en 21 de setembre de 2005 era fins a 60 cm més alt que l'aigua circumdant, indicant una àrea profunda d'aigua tèbia a sota els. En aquell dia, l'Huracà Rita va passar sobre el corrent de Bucle i s'intensificà a una tempesta de Categoria 5 (SSHS) (amb l'ajuda de l'aigua tèbia.
En el Golf de Mèxic, les àrees més profundes d'aigua tèbia són associades amb el Corrent de Bucle i els anells de corrent que s'han separat del Corrent de Bucle són anomenats generalment remolins de Corrent. Les aigües tèbies del Corrent de Bucle i els remolins associats proporcionen més energia a huracans i permeten intensificar-los.
Mentre els huracans passen per àrees tèbies del Golf de Mèxic, converteixen la calor de l'oceà en energia de tempesta atmosfèrica. Quan aquesta energia és extreta dels mars, un rastre d'aigua més freda pot ser detectada al llarg del camí de l'huracà. Això és perquè la calor és retirada de la barreja de capes oceàniques de diverses maneres. Com ara, les calors sensible i latent són cedides directament cap al cicló tropical a través de l'interfície aire-mar. També, la divergència horitzontal dels corrents de vent de diverses capes barrejades produeixen una surgència d'aigua de termoclina més freda. Finalment, el comportament turbulent de les aigües de termoclina més freda causat pel vent que remena també resulta en el refredament de les aigües de superfície. Aquestes són les raons perquè la profunditat de la capa barrejada és més important en la potència de l'huracà que la temperatura de superfície del mar. Una prima làmina d'aigües de superfície tèbia seran més susceptibles al refredament induït per l'huracà que aigües amb una capa barrejada més gran i termoclina més profunda. A més, els models suggereixen que els ciclons tenen més probabilitat d'assolir una fracció més gran de la seva intensitat potencial màxima sobre característiques oceàniques tèbies on la isoterma 26 °C s'estén més enllà 100 metres.
Un exemple de com l'aigua tèbia profunda, incloent el Corrent de Bucle, pot permetre un huracà enfortir-se, si altres condicions són també favorables, és l'Huracà Camille, el qual va fer recalada en la Costa del Golf del Mississipi en agost de 1969. Camille va formar-se en les aigües tèbies profundes del Carib el qual el va habilitar a ràpidament intensificar a un huracà de categoria 3 en un dia. Va girar la punta occidental de Cuba, i el seu camí el va agafar directament sobre el Corrent de Bucle, completament del nord cap a la costa, durant el qual temps la intensificació ràpida va continuar. Camille esdevingué huracà de categoria 5, amb una intensitat rarament vista, i vents extremadament forts que van ser mantinguts fins que (310 km/h), calculats en una àrea molt petita a la dreta de l'ull).
En 1980, l'Huracà Allen va enfortir a una categoria 5 d'huracà mentre es movia sobre el Corrent de Bucle, però va afeblir abans que recalara en Texas.
El 2005, l'huracà Katrina i l'huracà Rita van augmentar considerablement quan van superar les aigües més càlides del Corrent de Bucle. Es va esperar que l'huracà Wilma de 2005 fes la seva entrada a Florida com a huracà de categoria 2, però després de trobar la part sud-oriental del Corrent de Bucle, va arribar a la costa de Florida com una categoria 3.
Un altre huracà menys conegut que Katrina, Òpal il·lustra més definitivament les característiques en profunditat d'un anell de nucli tebi. Després de travessar la Península Yucatan, Òpal re-entrà en el Golf de Mèxic i passà sobre un remolí separat del Corrent de Bucle. Per un període de catorze hores, la pressió en la superfície del mar es deixà caure de 965 a 916 hectopascals, els vents de superfície van augmentar de 35 a 60 metres/segon, i la tempesta es concentrà passant d'un radi de 40 quilòmetres a 25 quilòmetres. Previ a la tempesta, la isoterma de 20 °C va ser localitzada a una profunditat entre 175 i 200 metres, però va ser trobada 50 metres més cap a la superfície després que la tempesta hi havia passat. Mentre en la majoria d'aquests huracans el refredament induït de la capa mixta era atribuït a la surgència (a causa de la divergència d'Ekman), uns altres 2000 a 3000 W/m² van ser estimats que es perdien a través del flux de calor a l'interfície aire-aigua del nucli de la tempesta. A més, una boia a la deriva que mesurava la temperatura superficial de mar enregistrà una caiguda de 2° a 3 °C mentre l'Òpal va passar per damunt de les aigües comuns (no del remolí) del Golf, però només 0,5° a 1 °C quan la tempesta va trobar la capa més barrejada associada amb el remolí de nucli tebi.
En 2008, l'Huracà Gustav transità pel Corrent de Bucle, però a causa de la temperatura del corrent (llavors només 26,7 °C) i amb el diàmetre truncat (únicament a la meitat de distància de Cuba a Louisiana, amb aigua més fresca entre la seva punta i la costa de Louisiana) la tempesta va romandre en huracà de categoria 3 en comptes créixer en força mentre va passar sobre el corrent.
Huracà Ivan va muntar el Corrent de Bucle dues vegades en 2004.

### Procés
L'Enfortiment i afebliment d'huracans és el producte d'interaccions termodinàmiques extenses entre l'atmosfera i l'oceà. En general, l'evolució de la intensitat d'un huracà és determinada per tres factors. Primer, la intensitat inicial d'un cicló tropical és un factor predominant i es reflectirà en la seva força durant tota la vida de la tempesta. Segon, l'estat termodinàmic de l'atmosfera a través de la qual el cicló es mou afecta la seva habilitat d'enfortir-se, com ara els vents horitzontals forts que dispersaran la circulació interna i impediran el trànsit vertical d'energia dins de la tempesta. El tercer component que afecta la intensitat de l'huracà és el canvi de calor entre la capa superior d'aigües de l'oceà i el nucli de la tempesta. Per aquesta raó, un focus important de recerca en huracans ha estat la temperatura de superfície del mar prèvia a una tempesta. Tanmateix, els estudis recents han revelat que la temperatura de superfície és menys important en la potència de l'huracà que la profunditat de la capa oceànica de turbulència que barreja la massa i uniformitza temperatures. De fet, la pressió a nivell del mar d'un huracà ha mostrat ser més estretament correlacionada amb la profunditat de la isoterma de 26 °C (i contingut de calor oceànica) que la temperatura de superfície del mar. Les tempestes que passen sobre el Corrent de Bucle o remolins de nucli tebi tenen accés a aigua més escalfada i, per tant, al contingut d'energia més alt de les molècules en alta vibració.
Una vegada que Huracà Rita va deixar el Corrent de Bucle i passà sobre aigua més fresca, va declinar la seva força, però el factor principal en aquest debilitament era un cicle de substitució de màniga central (ERC) que ocorria en aquell temps. L'ERC i altres factors atmosfèrics pels quals Rita no es re-intensificà quan subsegüentment passà sobre el remolí derivat del corrent de Bucle.
També cal destacar que les depressions tropicals, les tempestes tropicals i els huracans guanyen força de, però no són governats per, la temperatura de l'aigua. Són governats per l'atmosfera, i el nivell amb el qual els factors atmosfèrics governen l'huracà és diferent segons la intensitat de l'huracà (i aquesta amb la pressió mínima de l'huracà).

#### Nivell de la mar i temperatura de la mar
El Nivell del mar és relativament fàcil de mesurar amb precisió mitjançant radars de satèl·lits. La temperatura del mar a sota de la superfície no és tan fàcil de mesurar àmpliament, però es pot deduir del nivell del mar, ja que l'aigua més calenta s'expandeix i, per tant (quant tots els altres factors, com la profunditat de l'aigua, són iguals), una columna vertical d'aigua augmentarà lleugerament d'alçada en escalfar-se Així, el nivell del mar s'utilitza sovint com a mitjà per obtenir temperatures aproximades del mar profund.
El National Data Buoy Center del NOAA manté un nombre gran de boies subministradores de dades en el Golf de Mèxic, algunes de les quals mesuren la temperatura un metre sota la superfície.

## Biologia
El Corrent de Bucle i els Remolins del Corrent de Bucle (RCB) afecten comunitats biològiques dins del Golf de Mèxic. En general, tanmateix, no és el Corrent de Bucle de nucli tebi i remolins per ells mateixos que afecten aquestes comunitats. En comptes d'això, són altres remolins de nucli fred més petits coneguts com a Remolins Frontals que es formen al voltant de la frontera del Corrent de Bucle i RCB, els que afecten comunitats biològiques en el Golf.
Els Remolins Frontals que es formen al voltant de la frontera del Corrent són de massa freda, rotació antihorària (ciclònica) que es formen a prop de la frontera amb el Corrent de Bucle. Aquests remolins freds tenen diàmetres entre 80 km i 120 km. Aquestes formacions fredes són més petites que els remolins calents derivats del Corrent de Bucle.
Els estudis múltiples han mostrat diferències en comunitats biològiques dins versus l'exterior de les diverses figures característiques en el Golf de Mèxic. Més alts estocs de zooplàncton i micronecton va ser trobat en remolins de nucli fred que en qualsevol dels dos fenòmens el Corrent de Bucle i els Remolins del Corrent del Bucle. Tanmateix, cap diferència en l'abundància d'Eufasiasis, crustacis marins semblants a gambetes planctòniques, va ser trobada entre àrees de surgència de corrents i remolins de nucli tebi, però en 2004 la població d'Hipèriids va ser trobada més baixa dintre de Remolins de Corrent del Bucle que a l'exterior. Al mateix temps, va ser trobat que el nivell de nitrat (nutrient mineral aniònic) era més baix per damunt de 100m de profunditat en remolins calents, que en formacions fredes. Es va observar que les reserves de clorofil·la, producció primària i biomassa de zooplàncton eren baixes en RCB.
Les baixes concentracions de clorofil·la i la producció primària probablement resulten de baixos nivells de nutrients, ja que moltes espècies planctòniques requereixen de nitrat i altres nutrients per sobreviure. Al seu torn, la baixa producció primària podria ser una de les causes d'abundància d'espècies heteròtrofes (organismes que mengen, a diferència de les fotosintètiques) que es troben baixes a l'interior del Corrent de Bucle (CB) i de RCB. D'altra banda, la temperatura pot tenir un paper en les abundants concentracions de dues comunitats: La Tonyina Atlàntica ha desenvolupat patrons de comportament que eviten les altes temperatures associades a les formacions càlides com ara el CB i RCB al Golf de Mèxic. És possible, també, que les espècies planctòniques de la mateixa manera evitin les temperatures més altes en aquestes zones calentes.